# Andrena monticola
Andrena monticola är en biart som beskrevs av Laberge 1967. Andrena monticola ingår i släktet sandbin, och familjen grävbin. Inga underarter finns listade i Catalogue of Life.